# Astragalus khadjouicus
Astragalus khadjouicus es una especie de planta del género Astragalus, de la familia de las leguminosas, orden Fabales.

## Distribución
Astragalus khadjouicus se distribuye por Irán.

## Taxonomía
Fue descrita científicamente por Parsa. Fue publicada en Fl. Iran 9: 126 (1966).